# Мохамад Махатхір
Махатхір бін Мохамад (малай. Mahathir bin Mohamad, нар. 20 грудня 1925, Алор-Сетар) — державний та політичний діяч Малайзії, прем'єр-міністр Малайзії у 1981—2003 роках та з 10 травня 2018 до 24 лютого 2020 року. Під його керівництвом Малайзія стала одним з азійських тигрів — країн, які розвивалися надзвичайними темпами до кризи 1997—1998 років. Махатхіру вдалося досить швидко вивести країну з лещат цієї кризи.
У 1997 році Махатхір отримав Міжнародну премію Короля Фейсала.

## Життєпис
Народився у родині шкільного вчителя. За освітою лікар: 1953 року закінчив медичний факультет Університету Малайя у Сінгапурі. Вів медичну практику. 1946 року вступив у щойно засновану Об'єднану малайську національну організацію (ОМНО). 1964 року став членом парламенту від ОМНО. 1969 року за критику політики прем'єр-міністра Абдул Рахмана виключений з ОМНО.
Написав книгу «Малайська дилема», яка одразу ж була заборонена в Малайзії. 1972 року при прем'єр-міністрі Абдулі Разаку відновлений в ОМНО і через рік призначений сенатором. У 1976—1981 роках — заступник прем'єр-міністра. У 1981—2003 роках президент партії ОМНО і прем'єр-міністр. 19 травня 2008 року, намагаючись чинити тиск на прем'єр-міністра Абдуллу Бадаві та змусити його покинути пост на користь його заступника Наджиба Разака, заявив про вихід з ОМНО. Повернувся до лав партії як тільки Наджіб Разак зайняв пост прем'єр-міністра.
У 2016 році Махатхір вийшов із правлячої партії, підкресливши, що не хоче асоціюватися "з партією, яка розглядається як підтримуюча корупцію.
У жорсткій боротьбі на парламентських виборах 9 травня 2018 року очолювана Махатхіром коаліція Альянс надії перемогла правлячий Національний фронт, який керував Малайзією з 1957 року. 92-річний Махатхір стане найстарішим лідером у світі.
24 лютого 2020 подав у відставку з посади прем'єр-міністра Малайзії.

## Державна діяльність
При ньому Малайзія перетворилася з країни зі слаборозвиненою аграрною економікою в одного з «азійських тигрів». Пропагував «азійські цінності» на противагу західним, очолював міжнародний рух неприєднання.
Автор концепції «Бачення 2020», що ставить метою перетворення Малайзії в індустріально розвинену державу до 2020 року. Великою заслугою Махатхіра вважається подолання фінансової кризи 1998 з опорою на власні сили. Як запобіжний захід щодо подібних економічних потрясінь у майбутньому доктор Махатхір Мохаммад висунув «проект золотого динара», який передбачає створення забезпеченої золотом міжнародної валюти.
Очолював делегації Малайзії на багатьох міжнародних форумах. Ініціатор створення країнами, що розвиваються неурядової комісії Півдня з питань розвитку. 1987 року обрано головою міжнародної конференції з боротьби зі зловживанням наркотиків та їх незаконним обігом. У липні-серпні 1987 відвідав Москву з офіційним візитом.
Почесний член РАПН (2000).
Сукупність його поглядів отримала назву махатхірізм. У 1998 і 2007 роках випускалися марки з його портретом.